# アクセル・ヴィツェル
アクセル・ローラン・アンジェル・ランベルト・ヴィツェル（Axel Laurent Angel Lambert Witsel, 1989年1月12日 - ）は、ベルギー・リエージュ出身のサッカー選手。ジローナFC所属。ベルギー代表。ポジションはMF。本職は守備的ミッドフィールダーだが、右ウイングや左ウイング、センターバックとしてもプレーできる。父親もサッカー選手であり、その父親はマルティニーク（フランス領の海外県）にルーツを持つ。

## クラブ経歴
スタンダール・リエージュの下部組織出身であり、2006年9月17日、FCブリュッセル戦の89分にMFスティーヴン・ドフールとの途中交代で出場してトップチームデビューを果たした。2007-08シーズンはMFマルアン・フェライニやドフールなどとともに平均年齢の若い中盤を形成し、18歳ながら中心選手としてジュピラーリーグ優勝に貢献した。2007-08シーズンのリーグ最優秀若手選手賞を受賞し、2008年夏にはベルギー・スーパーカップを制している。2008-09シーズンにはジュピラーリーグ2連覇を達成し、優勝プレーオフではPKで決勝点を決めている。
2009年8月30日、RSCアンデルレヒトとの試合中にマルチン・ヴァシレフスキに対してタックルを仕掛けたが、タックルが遅れたために足首に当たり、ヴァシレフスキは骨折して全治8ヶ月の重傷を負った。主審に対して故意ではなかったと主張したが、ヴィツェルにはレッドカードが提示され、一発退場処分となった。すぐにヴァシレフスキに謝罪したが、RSCアンデルレヒトやポーランド代表のファンの怒りを買い、数多くの脅迫を受けたほか、メディアによる批判の対象となった。11月23日までの出場停止処分が言い渡されたが、後に8試合の出場停止処分に軽減された。
2011年7月に、SLベンフィカに5年契約で移籍。
2012年9月3日、FCゼニト・サンクトペテルブルクに完全移籍。
2017年1月3日、ゼニトはヴィツェルが天津権健に移籍することでクラブ間合意に至ったと発表した。

### ドルトムント
2018年8月6日、ボルシア・ドルトムントに4年契約で完全移籍。天津権建に支払った契約解除金は2,000万ユーロにのぼると見られており、ヴィツェルへの給与もチーム内最高額となる年間1,000万ユーロとなった。加入1シーズン目は、負傷により欠場した1試合を除くリーグ戦全33試合に出場し、4得点1アシストという記録を残した。2019年8月3日、DFLスーパーカップのFCバイエルン・ミュンヘン戦に先発フル出場し、2-0でバイエルン・ミュンヘンを破ってドルトムント加入後の初タイトルを獲得した。2020-21シーズンのブンデスリーガ第15節RBライプツィヒ戦にて、前半30分に左足のアキレス腱を断裂し、長期離脱を余儀なくされた。直後の診断では復帰に8ヶ月弱要すると見られていたが、懸命なリハビリなどが功を奏しておよそ5ヶ月後にはピッチに戻り、2020-21シーズン終了後に開催されたUEFA EURO 2020にも問題なく出場した。

### アトレティコ・マドリード
2022年7月6日、アトレティコ・マドリードと1年契約を結んだ。チーム加入後はディエゴ・シメオネ監督によってそれまでほとんど未経験であった3バック中央のセンターバックを務めていたが、中盤戦にフォーメーションが4バックへと変更されると出場機会が激減した。しかし、シーズン後半戦以降はステファン・サヴィッチの負傷離脱により出場機会が増加し、最終的にリーグ戦33試合に出場した。
2023-24シーズンはセンターバックのレギュラーとして公式戦51試合に出場するなどチームの守備を支えた。チームメンバーで最高齢となる35歳にして、キャリアハイとなる公式戦4,001分に出場するなどキャリア晩年ながら衰えを感じさせないプレーを披露し、加入1シーズン目では果たせなかった加入後初得点をリーガ第13節のビジャレアルCF戦にて記録しており、3-1での勝利に貢献した。2024年6月13日、クラブの契約を2025年6月まで延長した。
2025年6月30日、アトレティコ・マドリードはヴィツェルの退団を発表した。

### ジローナ
2025年8月12日、ジローナFCへの加入が発表された。1年延長オプション付きの1年契約となる。

## 代表経歴
2006年、U-17ベルギー代表としてルクセンブルクで開催されたUEFA U-17欧州選手権に出場した。2007年にはU-21ベルギー代表としてUEFA U-21欧州選手権に出場し、ベスト4に入った。
2008年3月26日、モロッコ代表戦でベルギーA代表デビューし、その試合で初得点も記録した。2011年3月24日、UEFA EURO 2012予選・オーストリア戦では2得点を決め、直接のライバル相手の勝利に貢献した。6分にドフールのハイクロスを相手GKユルゲン・マッホに競り勝ってゴールに沈めると、後半開始早々にはローラン・シマンのクロスを胸で巧みにトラップして2点目を決めている。2014 FIFAワールドカップからは、背番号6を着用して全てのメジャー大会に出場しており、いずれの大会でもレギュラーとしてプレーしている。
2023年5月12日、15年間プレーしてきたベルギー代表からの引退を表明した。2008年3月のデビュー以降5度のメジャー大会に出場し、通算130キャップはヤン・フェルトンゲンに次ぐ同国歴代2番目のキャップ数となった。
2024年5月27日、UEFA EURO 2024のメンバーに選出され、代表復帰を果たした。

## 個人成績

### クラブ
2023-24シーズン終了時点
| クラブ                       | シーズン     | リーグ                 | リーグ | リーグ | 国内カップ | 国内カップ | リーグカップ | リーグカップ | 国際大会 | 国際大会 | その他 | その他 | 通算 | 通算 |
| クラブ                       | シーズン     | ディヴィジョン         | 出場   | 得点   | 出場       | 得点       | 出場         | 得点         | 出場     | 得点     | 出場   | 得点   | 出場 | 得点 |
| ---------------------------- | ------------ | ---------------------- | ------ | ------ | ---------- | ---------- | ------------ | ------------ | -------- | -------- | ------ | ------ | ---- | ---- |
| スタンダール・リエージュ     | 2006-07      | ベルギー・プロリーグ   | 16     | 2      | -          | -          | -            | -            | 1        | 0        | -      | -      | 17   | 2    |
| スタンダール・リエージュ     | 2007-08      | ベルギー・プロリーグ   | 33     | 7      | -          | -          | -            | -            | 3        | 1        | -      | -      | 36   | 8    |
| スタンダール・リエージュ     | 2008-09      | ベルギー・プロリーグ   | 35     | 8      | -          | -          | -            | -            | 10       | 1        | 1      | 0      | 46   | 9    |
| スタンダール・リエージュ     | 2009-10      | ベルギー・プロリーグ   | 27     | 6      | 1          | 1          | -            | -            | 12       | 3        | 1      | 1      | 41   | 11   |
| スタンダール・リエージュ     | 2010-11      | ベルギー・プロリーグ   | 37     | 10     | 6          | 2          | -            | -            | -        | -        | -      | -      | 43   | 12   |
| スタンダール・リエージュ     | クラブ通算   | クラブ通算             | 148    | 33     | 7          | 3          | 0            | 0            | 26       | 5        | 2      | 1      | 183  | 42   |
| ベンフィカ                   | 2011-12      | プリメイラ・リーガ     | 29     | 1      | 1          | 0          | 4            | 2            | 14       | 2        | -      | -      | 49   | 5    |
| ベンフィカ                   | 2012-13      | プリメイラ・リーガ     | 3      | 0      | 0          | 0          | 0            | 0            | -        | -        | -      | -      | 3    | 0    |
| ベンフィカ                   | クラブ通算   | クラブ通算             | 32     | 1      | 1          | 0          | 4            | 2            | 14       | 2        | -      | -      | 52   | 5    |
| ゼニト・サンクトペテルブルク | 2012-13      | ロシア・プレミアリーグ | 19     | 4      | 3          | 0          | -            | -            | 9        | 1        | -      | -      | 31   | 5    |
| ゼニト・サンクトペテルブルク | 2013-14      | ロシア・プレミアリーグ | 30     | 4      | 1          | 0          | -            | -            | 11       | 0        | 1      | 0      | 43   | 4    |
| ゼニト・サンクトペテルブルク | 2014-15      | ロシア・プレミアリーグ | 28     | 4      | 1          | 0          | -            | -            | 13       | 2        | -      | -      | 42   | 6    |
| ゼニト・サンクトペテルブルク | 2015-16      | ロシア・プレミアリーグ | 29     | 3      | 4          | 2          | -            | -            | 7        | 1        | 1      | 0      | 41   | 6    |
| ゼニト・サンクトペテルブルク | 2016-17      | ロシア・プレミアリーグ | 16     | 1      | 1          | 0          | -            | -            | 6        | 0        | 0      | 0      | 23   | 1    |
| ゼニト・サンクトペテルブルク | クラブ通算   | クラブ通算             | 122    | 16     | 10         | 2          | -            | -            | 46       | 4        | 2      | 0      | 180  | 22   |
| 天津天海                     | 2017         | 中国スーパーリーグ     | 27     | 4      | 2          | 0          | -            | -            | -        | -        | -      | -      | 29   | 4    |
| 天津天海                     | 2018         | 中国スーパーリーグ     | 9      | 1      | 1          | 1          | -            | -            | 8        | 0        | -      | -      | 18   | 2    |
| 天津天海                     | クラブ通算   | クラブ通算             | 36     | 5      | 3          | 1          | -            | -            | 8        | 0        | -      | -      | 47   | 6    |
| ボルシア・ドルトムント       | 2018-19      | ブンデスリーガ         | 33     | 4      | 3          | 1          | -            | -            | 7        | 1        | -      | -      | 43   | 6    |
| ボルシア・ドルトムント       | 2019-20      | ブンデスリーガ         | 28     | 4      | 3          | 0          | -            | -            | 7        | 0        | 1      | 0      | 39   | 4    |
| ボルシア・ドルトムント       | 2020-21      | ブンデスリーガ         | 15     | 0      | 2          | 0          | -            | -            | 5        | 1        | 0      | 0      | 22   | 1    |
| ボルシア・ドルトムント       | 2021-22      | ブンデスリーガ         | 18     | 0      | 3          | 0          | -            | -            | 6        | 0        | 1      | 0      | 28   | 0    |
| ボルシア・ドルトムント       | クラブ通算   | クラブ通算             | 94     | 8      | 11         | 1          | —            | —            | 25       | 2        | 2      | 0      | 132  | 11   |
| アトレティコ・マドリード     | 2022-23      | プリメーラ             | 33     | 0      | 4          | 0          | -            | -            | 6        | 0        | -      | -      | 43   | 0    |
| アトレティコ・マドリード     | 2023-24      | プリメーラ             | 35     | 2      | 5          | 0          | -            | -            | 10       | 0        | 1      | 0      | 51   | 2    |
| アトレティコ・マドリード     | クラブ通算   | クラブ通算             | 68     | 2      | 9          | 0          | -            | -            | 16       | 0        | 1      | 0      | 94   | 2    |
| キャリア通算                 | キャリア通算 | キャリア通算           | 510    | 67     | 41         | 7          | 4            | 2            | 137      | 13       | 7      | 1      | 700  | 90   |

### 出場大会
- ベルギー代表
  - 2014年 - 2014 FIFAワールドカップ （ベスト8）
  - 2016年 - UEFA EURO 2016 （ベスト8）
  - 2018年 - 2018 FIFAワールドカップ（3位）
  - 2018年 - UEFAネーションズリーグ2018-19
  - 2020年 - UEFA EURO 2020
  - 2022年 - 2022 FIFAワールドカップ

### 代表での出場記録
- 国際Aマッチ 132試合12得点 (2008年-)[28]

| ベルギー代表 | 国際Aマッチ | 国際Aマッチ |
| 年           | 出場        | 得点        |
| ------------ | ----------- | ----------- |
| 2008         | 7           | 1           |
| 2009         | 3           | 1           |
| 2010         | 5           | 0           |
| 2011         | 11          | 3           |
| 2012         | 9           | 0           |
| 2013         | 10          | 0           |
| 2014         | 11          | 1           |
| 2015         | 9           | 0           |
| 2016         | 15          | 2           |
| 2017         | 7           | 1           |
| 2018         | 14          | 0           |
| 2019         | 4           | 0           |
| 2020         | 5           | 1           |
| 2021         | 10          | 1           |
| 2022         | 10          | 1           |
| 2023         | 0           | 0           |
| 2024         | 2           | 0           |
| 通算         | 132         | 12          |

### 代表での得点
| #  | 日時           | 場所         | 相手           | スコア | 結果  | 大会                                    |
| -- | -------------- | ------------ | -------------- | ------ | ----- | --------------------------------------- |
| 1  | 2008年3月26日  | ブリュッセル | モロッコ       | 1 - 2  | 1 - 4 | 親善試合                                |
| 2  | 2009年11月17日 | スダン       | カタール       | 1 - 0  | 0 - 2 | 親善試合                                |
| 3  | 2011年2月9日   | ヘント       | フィンランド   | 1 - 0  | 1 - 1 | 親善試合                                |
| 4  | 2011年3月25日  | ウィーン     | オーストリア   | 0 - 1  | 0 - 2 | UEFA EURO 2012予選                      |
| 5  | 2011年3月25日  | ウィーン     | オーストリア   | 0 - 2  | 0 - 2 | UEFA EURO 2012予選                      |
| 6  | 2014年9月4日   | リエージュ   | オーストラリア | 2 - 0  | 2 - 0 | 親善試合                                |
| 7  | 2016年6月18日  | ボルドー     | アイルランド   | 2 - 0  | 3 - 0 | UEFA EURO 2016                          |
| 8  | 2016年10月10日 | ファロ       | ジブラルタル   | 0 - 2  | 0 - 6 | 2018 FIFAワールドカップ・ヨーロッパ予選 |
| 9  | 2017年8月31日  | リエージュ   | ジブラルタル   | 4 - 0  | 9 - 0 | 2018 FIFAワールドカップ・ヨーロッパ予選 |
| 10 | 2020年9月8日   | ブリュッセル | アイスランド   | 1–1    | 5–1   | UEFAネーションズリーグ2020-21           |
| 11 | 2021年9月2日   | タリン       | エストニア     | 4-1    | 5-2   | 2022 FIFAワールドカップ・ヨーロッパ予選 |
| 12 | 2022年6月8日   | ブリュッセル | ポーランド     | 1-0    | 6-1   | UEFAネーションズリーグ2022-23           |

## タイトル

### クラブ
スタンダール・リエージュ
- ベルギー・プロリーグ : 2回 (2007-08, 2008-09)
- ベルギーカップ : 1回 (2010-11)
- ベルギー・スーパーカップ : 2回 (2008, 2009)

ベンフィカ
- タッサ・ダ・リーガ : 1回 (2011-12)

ゼニト
- ロシア・プレミアリーグ : 1回 (2014-15)
- ロシア・カップ : 1回 (2015-16)
- ロシア・スーパーカップ : 1回 (2015)

ボルシア・ドルトムント
- DFBポカール : 1回 (2020-21)
- DFLスーパーカップ : 1回 (2019)

### 代表
- FIFAワールドカップ第3位 : 1回 (2018)

### 個人
- ベルギー最優秀若手選手賞 : 1回 (2007-08)
- ベルギー・ゴールデン・シュー : 1回 (2008)
- O Jogoベストイレブン : 1回 (2012)